# Brubaker
Brubaker ist ein US-amerikanisches Gefängnisdrama aus dem Jahr 1980 unter der Regie von Stuart Rosenberg mit Robert Redford in der Hauptrolle. Der Film basiert auf einer wahren Begebenheit. Die Berliner Synchron GmbH Wenzel Lüdecke war für die deutsche Synchronisation, Arne Elsholtz für das Dialogbuch und die Dialogregie verantwortlich.

## Handlung
Der Gouverneur von Arkansas nominiert Henry Brubaker 1968 zum neuen Direktor des Wakefield-Gefängnisses. Er soll dort die neuen Gesetzesreformen durchsetzen. Zu diesem Zweck lässt sich Brubaker als Häftling in die Anstalt einschleusen. Der Kriminologe Brubaker erfährt am eigenen Leib, dass Korruption, Vergewaltigung und Folter zum Gefängnis-Alltag gehören. Auf den Feldern arbeiten die Häftlinge bis zu fünfzehn Stunden am Tag bis zum körperlichen Zusammenbruch. Fassungslos muss Henry Brubaker etwa feststellen, dass Häftlinge weiter im Gefängnis festgehalten werden, obwohl sie ihre Haftzeit bereits längst verbüßt haben. Daraufhin entschließt sich Brubaker, den Kampf gegen die Missstände – nicht nur in der von ihm geleiteten Haftanstalt, sondern des amerikanischen Strafvollzugs überhaupt – aufzunehmen.
Bei einer Geiselnahme gibt sich Henry Brubaker als neuer Anstaltsleiter zu erkennen und beginnt, den Kampf gegen die unmenschlichen Zustände auf seine Weise zu führen, indem er korrupte Beamte entlässt und entsprechende Reformen durchführt. Seine Maßnahmen und seine Enthüllungen erregen zusehends das Misstrauen des Gouverneurs und des Gefängnisgremiums, die ihn wegen seiner Tätigkeit mehr und mehr kritisieren.
Als Brubaker schließlich ein Massengrab von rund 200 im Lauf der Jahrzehnte unter dubiosen Umständen zu Tode gekommenen Gefangenen exhumieren lässt, wird er unter einem Vorwand entlassen. Er hinterlässt aber ein Vermächtnis bei den Gefangenen. Sie gewinnen durch ihn die Erkenntnis, wie man den Strafvollzug humaner gestalten kann und danken ihm mit einem öffentlichen Applaus für seine Tätigkeit. So kann er trotz allem in Frieden gehen.
Im Nachspann heißt es, dass eine Gruppe Häftlinge das Gefängnis zwei Jahre nach Brubakers Entlassung verklagte und dass das Gericht eine grundlegende Reform beziehungsweise alternativ die Schließung der Anstalt verfügte.

## Kritik
„Spannender gesellschaftskritischer Film, der ein Hohes Lied des mutigen Einzelkämpfers anstimmt, Möglichkeiten der Veränderung aber nur zaghaft andeutet.“

„Ende der Sechzigerjahre scheiterte der Versuch, eine Gefängnisfarm in Arkansas zu reformieren. Das Drama mit einem glänzend aufspielenden Redford basiert auf diesem Fall. Fazit: Erschütternder Blick hinter die Gitter“

„Kompromissloser Blick hinter Gittern“

## Hintergrund
- Das Drama von Stuart Rosenberg basiert auf einem Bericht von Thomas Murton, der als Leiter von zwei Haftanstalten diese reformieren sollte, und der kurz nach dem Aufdecken massiver Menschenrechtsverletzungen dort gefeuert wurde. Er war bei den Dreharbeiten auch als Berater tätig.[5]
- Der Film wurde im Junction City Prison in Junction City, (Perry County), Ohio gedreht.[6]
- Die Produktionskosten des Films betrugen neun Millionen Dollar, die Einnahmen allein in den USA mehr als 37 Millionen Dollar.

## Auszeichnungen
Das Drehbuch von W. D. Richter und Arthur A. Ross wurde 1980 zur 53. Oscarverleihung nominiert. Der Film gewann im Jahr 1981 für den Tonschnitt den Golden Reel Award.